# 艾瑪紐歐·奧爾提加 (足球員)
艾瑪紐歐·奧爾提加（葡萄牙語：Emanuel Ortega，1994年12月21日—2015年5月14日），全名艾瑪紐歐·包里諾·奧爾提加（葡萄牙語：Emanuel Paulino Ortega），是阿根廷的一位青年足球員，擔任中後衛，其在世時是布爾渣哥聖馬田足球會之成員。

## 死
2015年5月13日，布宜諾斯艾利斯的一場足球比賽打到第23分07秒時（當地時間15:23），奧爾提加在中場邊線等著接球，但該隊的球員從後面撞上他，導致他的後腦勺直接撞到球場邊的水泥牆，天靈蓋裂開。
事發之後他馬上被送去醫院，第二日凌晨傷重不治，享年20歲。

## 死後
在奧爾提加去世後，阿根廷足協主席宣佈取消5月16、17日的阿根廷聯賽來悼念他。